# Варехівці
Варехівці (Варихівці) (словац. Varechovce) — село в Словаччині, Стропковському окрузі Пряшівського краю. Розташоване в північно-східній частині Словаччини
Уперше згадується у 1430 році.

## Пам'ятки
У селі є греко-католицька церква Успіння Пресвятої Богородиці з 1827 року в стилі бароко-класицизму, з 1988 року національна культурна пам'ятка.

## Населення
| Рік:            | 1994. | 2004.    | 2014.   | 2024.    |
| --------------- | ----- | -------- | ------- | -------- |
| Кількість осіб: | 181   | 160      | 165     | 135      |
| Різниця:        |       | -11,60 % | +3,12 % | -18,18 % |

| Рік:            | 2023. | 2024.   |
| --------------- | ----- | ------- |
| Кількість осіб: | 146   | 135     |
| Різниця:        |       | -7,53 % |

В селі проживає 171 чол.
Національний склад населення (за даними останнього перепису населення — 2001 року):
- словаки — 76,92 %
- русини — 15,98 %
- українці — 4,73 %
- чехи — 1,18 %

Склад населення за приналежністю до релігії станом на 2001 рік:
- греко-католики — 91,12 %,
- римо-католики — 4,73 %,
- православні — 3,55 %,
- не вважають себе віруючими або не належать до жодної вищезгаданої церкви — 0,59 %